# Potokî, Jmerînka
Potokî (în ucraineană Потоки) este localitatea de reședință a comunei Potokî din raionul Jmerînka, regiunea Vinnița, Ucraina.

## Demografie
Componența lingvistică a localității Potokî
     Ucraineană (99,86%)
Conform recensământului din 2001, majoritatea populației localității Potokî era vorbitoare de ucraineană (99,86%), existând în minoritate și vorbitori de alte limbi.